# Cruiser Cromwell
De Tank, Cruiser, Mk VIII Cromwell (A27M), ook wel simpelweg Cromwell geheten, is een Britse tank uit de Tweede Wereldoorlog.

## Ontwikkelingsgeschiedenis
Het Britse leger geloofde in de jaren dertig in een arbeidsverdeling tussen zware infanterietanks voor het tot stand brengen van doorbraken en lichte cavalerietanks die dergelijke doorbraken moesten uitbuiten. De laatste categorie was die van de Cruiser Tank. De Cruiser- projecten die nog stamden uit de jaren voor de oorlog, zoals de Crusader, waren niet al te best bewapend en gepantserd. Al in november 1940 voorzag de War Office dat een achterstand zou ontstaan ten opzichte van de Duitse tanks. In januari 1941 specificeerde men een zwaardere Cruiser met een gewicht van 24 ton, een bepantsering van 75 mm en een 57 mm zesponderkanon. Het eerste ontwerp dat naar deze specificaties voltooid werd, was de Cruiser Mk VII Cavalier, die in 1942 zonder uitontwikkeld te zijn overhaast in productie genomen werd.
Beter opgezet was het andere project, de Cruiser Mark VIII (A27), van Leyland Motors. Door een tekort aan motoren waren er twee modellen: de A27 (L) Centaur met een 395 pk Nuffield Libertymotor en de A27 (M) Cromwell met een Meteor 600 pk vliegtuigmotor. De Centaur werd ontwikkeld vanaf november 1941, het prototype was gereed in juni 1942 en tegen het eind van dat jaar kwam bij Leyland de productie op gang. De Centaur was aan de buitenkant vrijwel identiek aan de Cromwell; toen sommige Centaurs in 1943 de Meteormotor kregen, noemde men ze de Cruiser Mark VIII Cromwell Mark X.
De Cromwell, vernoemd naar Oliver Cromwell (oorspronkelijk moest de Cavalier de Cromwell I heten en de Centaur de Cromwell II en dit zou dan de Cromwell III zijn geworden; vanwege de mogelijke verwarring met versieaanduidingen heeft men aparte namen verzonnen), werd ontwikkeld door de Birmingham Railway Carriage and Wagon Company vanaf september 1941. Het prototype was gereed in januari 1942; het was uitgerust met een 57 mm kanon. Dit wapen had een uitstekend doorslagvermogen en was dus effectief tegen tanks, maar de brisantgranaat was te klein om veel effect te sorteren tegen soft targets zoals infanterie. Daarom besloot men op 3 januari 1943 een kanon met een zwaarder 75 mm kaliber in te bouwen vanaf de Cromwell IV; een gedeelte van de productiecapaciteit voor de Centaur werd hiervoor gebruikt. Het kanon was een zesponder met een uitgeboorde loop.

## Productie
In 1942 bleef de A27-productie beperkt tot drie voertuigen: twee Centaurs en het Cromwellprototype.
In 1943 steeg de totale productie tot 1854, waarvan 1261 Centaurs en 593 Cromwells. Van de Centaurs hadden 1037 het zesponderkanon, 160 de 75 mm en 64 de 95 mm houwitser. Er werden 39 Cromwell Mark X's gebouwd, 334 Cromwells met de zesponder en 220 met het 75 mm kanon.
In 1944 steeg de productie licht tot 2080, waarvan nog 145 Centaurs en 1935 Cromwells. Van de Centaurs hadden dat jaar 22 het zesponderkanon, 73 de 75 mm en 50 de 95 mm houwitser. Er werden geen Cromwell Mark X's meer gebouwd, slechts 23 Cromwells met de zesponder, 1604 met het 75 mm kanon en 308 met de 95 mm houwitser.
In 1945 liep de productie op haar eind: er zijn nog 79 Cromwells gefabriceerd, waarvan 46 met het 75 mm kanon en 33 met de houwitser.
De totale A27-tankproductie bedroeg dus 4016 waarvan 1408 Centaurs en 2608 Cromwells. Van deze tanks droegen 1419 de zesponder, 2142 het 75 mm kanon en 455 de houwitser. Daarnaast werden er nog Centaurrompen gemaakt voor latere uitrusting tot luchtafweertank. Daarvan zijn er 375 gemaakt, 352 in 1944 en 23 in 1945; overigens zijn slechts 95 voertuigen werkelijk met luchtafweergeschut uitgerust. Het aantal A27-chassis was dus 4391.

## Beschrijving
De Britse tankontwerpen van voor de oorlog waren vaak nogal rommelig: het viel ze aan te zien dat ze voortkwamen uit een ontwerptraditie die nog in de 19e eeuw was blijven steken en waaraan het modernisme en functionalisme vrijwel ongemerkt voorbij waren gegaan. Toen in 1940 plotseling verwacht werd dat de Britse tankproductie de Duitse zou overtreffen, leverde dat vele problemen op omdat de complexe structuren niet goedkoop in massa te fabriceren waren. In reactie hierop poogde men nieuwe ontwerpen extreem simpel te houden en de Cromwell is dan ook de eenvoud zelve: hij heeft een rechthoekige bak als romp en de toren, hoewel in strikte zin een zeshoek, benadert een vierkant vrij aardig. Doordat het voorpantser niet hellend gemaakt werd, kon er geen gebruik worden gemaakt van het afketsingseffect en de indeling van het pantser is ook geen efficiënte manier om een gegeven volume te omhullen. Dat het gewicht toch maar 27 ton bedraagt, komt door de smalle romp en het zwakke pantser. Die smalle romp kan — in een niet te opvallende platte toren — maar een zwak kanon dragen en de maximale pantsering van 75 mm was voor 1943 al erg matig en kon vrij eenvoudig door de meeste Duitse tanks doorslagen worden. Het ontwerp is dus inferieur in bescherming en vuurkracht; pas zijn opvolger de A34 Comet zou een in dat opzicht bevredigend model opleveren. Het sterke punt van de Cromwell ligt hem in de Meteor-vliegtuigmotor: zo sterk zelfs dat die motor getemperd moest worden tot 575 pk om de mechanica niet te overbelasten. De Cromwell heeft ook de uitstekende Christieophanging van zijn voorgangers, met vijf loopwielen per zijde, ieder onafhankelijk geveerd door een grote onzichtbaar in de romp ingebouwde bijna verticale springveer. De combinatie leverde een tank op die zowel in tactisch als strategisch opzicht veel mobieler was dan zijn Duitse opponenten, waar de Cromwell met zijn oorspronkelijke 67 km/h zowat rondjes om kon rijden; de minder krachtig afgestelde motor maakte een snelheid van 53 km/h mogelijk.

## Operationele geschiedenis
Het belang van de Cromwell werd sterk verminderd doordat de meeste eenheden van het Britse leger werden uitgerust met de Amerikaanse M4 Sherman. Veel voertuigen bleven voor training in Engeland achter of werden omgebouwd tot ondersteuningsvoertuig. De Cromwellvariant met het 75 mm-kanon werd vanaf de Landing in Normandië bij de 11th Armoured Division en de Guards ingezet in speciale armoured reconnaissance regiments als een aanvulling op de Sherman, in een klassieke cavalerietaak: de strategische verkenning. Zijn hoge snelheid maakte hem daartoe bij uitstek geschikt. De 7th Armoured Division was grotendeels met Cromwells uitgerust. Ook de Poolse 1e Pantserdivisie had zo een regiment en tevens was de Tsjechische Pantserbrigade met Cromwells uitgerust. Later verving hij de Tetrarch in het 6th Airborne Reconnaissance Regiment.
Om het tekort aan vuurkracht tegen tanks wat te compenseren kreeg ieder peloton een Sherman Firefly met 17-ponderkanon toegewezen. Hoewel de Cromwell dus niet opgewassen was tegen zijn Duitse tegenstanders was het toch een grote vooruitgang op de eerdere Britse tanks en deed hij het vrij goed in het gevecht, vooral doordat de vuursnelheid door de lichtere granaten vrij hoog lag.
Na de oorlog werden van 1948 tot 1952 nog vier verduisterde exemplaren gebruikt door Israël. Een aantal was ook in dienst bij Finland.

## Versies
De A27 projecten hadden een ingewikkelde verwantschap:
Centaur I (1061)

Oorspronkelijke versie bewapend met het ROQF 6 pounder (64 schoten), alleen gebruikt voor training.
Centaur II

Prototype met bredere rupsbanden; het rompmachinegeweer was achterwege gelaten.
Centaur III (233)

Centaur bewapend met de 75 mm ROQF Mk V gun. In 1943 werden de meeste Centaur I's tot deze standaard verbeterd.
Centaur IV (114)

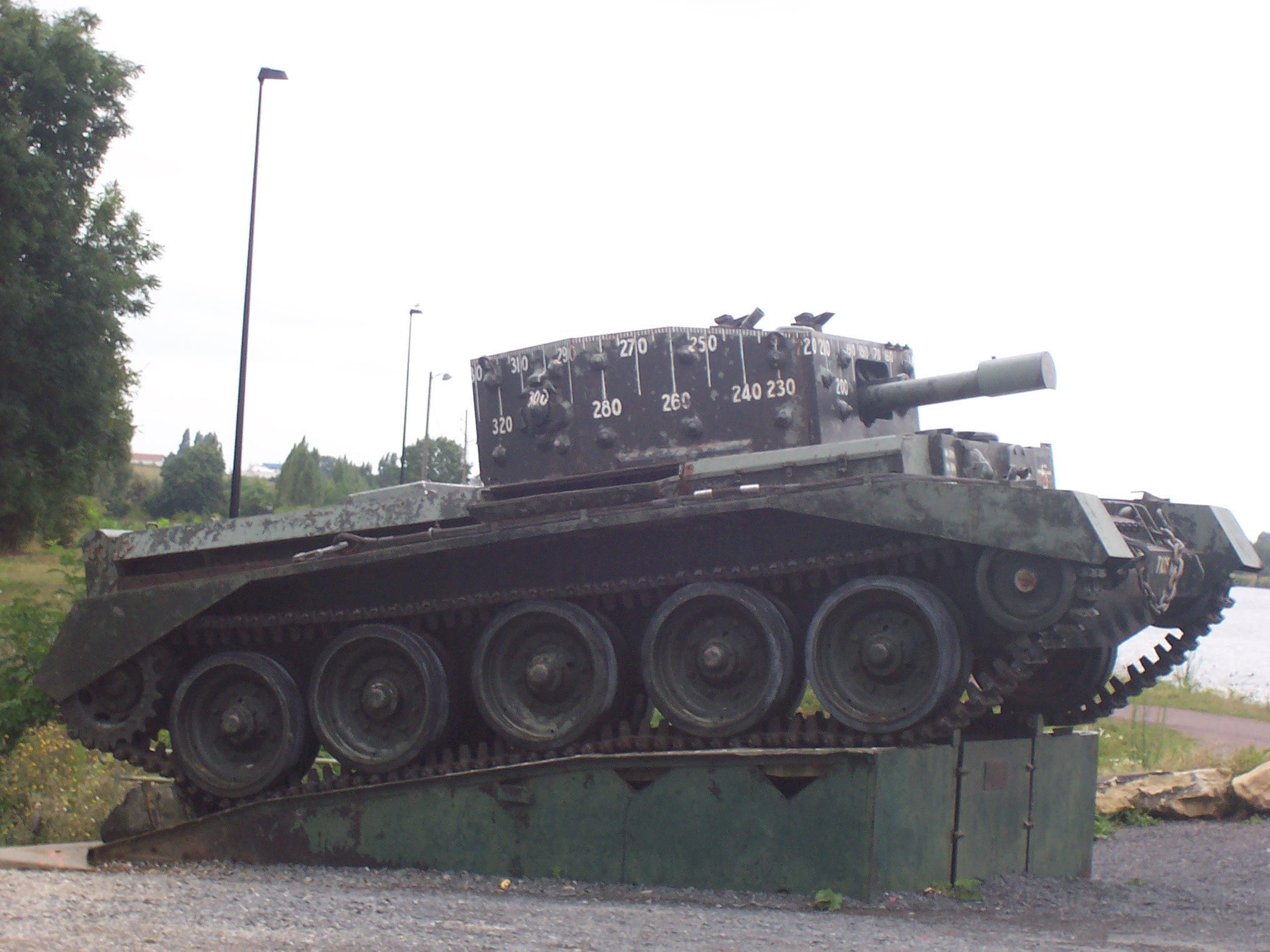
Centaur IV met 95 mm houwitser

Centaur bewapend met een 95mm houwitser (51 schoten). Dit is de enige Centaur versie die werkelijk in de strijd werd geworpen, bij de Armoured Support Group van de Royal Marines. De voertuigen werden waterdicht gemaakt.
Cromwell I (357)

De oorspronkelijke Cromwellversie: identiek aan de Centaur I, behalve wat betreft de Meteormotor.
Cromwell II

Prototype identiek aan de Centaur II, opnieuw behalve de motor.
Cromwell III of Cromwell X (200)

Bestaande Centaur I's verbeterd met de Meteor V12 motor werden Cromwell X genoemd; 39 werden nieuw geproduceerd onder deze aanduiding en toen hernoemd tot Cromwell III.
Cromwell IV (1700 inclusief IVw)

Centaur III met Meteor motor; alleen nieuwbouw.
Cromwell IVw

Versie met een volledig gelaste (welded) romp.
Cromwell Vw (170)

Nieuwgebouwde voertuigen met een gelaste romp.
Cromwell VI (341)

Cromwell bewapend met de 95 mm houwitser.
Cromwell VII (~1500)

Bestaande Cromwell IV en V's verbeterd met een tot 101 mm verzwaard romppantser, bredere rupsbanden en een versterkte versnellingsbak.
Cromwell VIIw

Cromwell Vw verbeterd tot de Cromwell VII-standaard.
Cromwell VIII

Bestaande Cromwell VI's verbeterd tot de standaard van de Mark VII.
Componenten van de Cromwell zouden gebruikt worden bij de A 30 Challenger (in feite een verlengde Cromwell met hoge toren) en de experimentele Avenger en A33 Assault Tank.

## Varianten

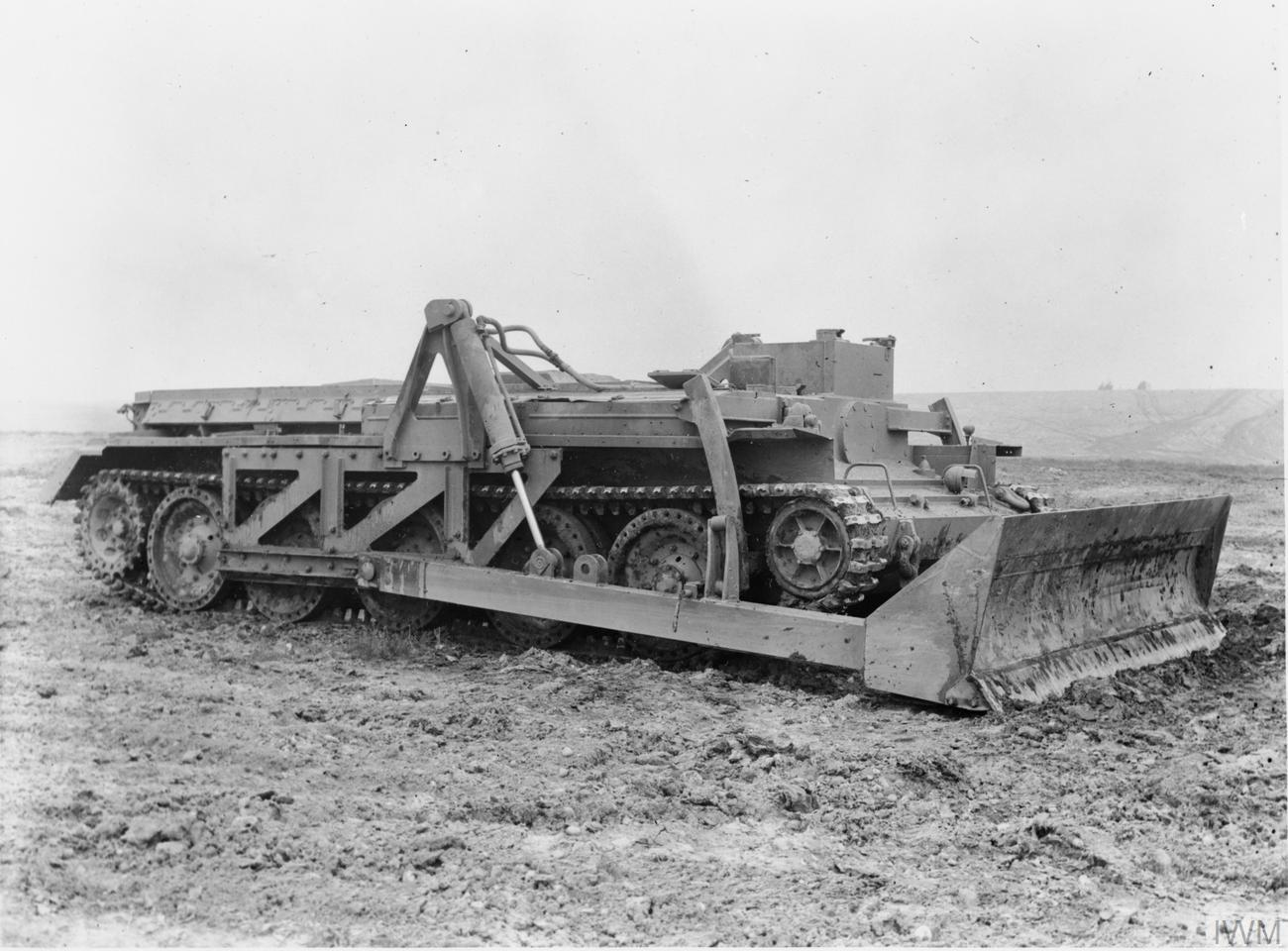
Centaur omgebouwd tot bulldozer

Het chassis werd gebruikt vele andere toepassingen, zoals een artillerieobservatievoertuig, luchtafweertank of een gepantserd bergingsvoertuig.
Centaur, AA Mk I

Een luchtdoeltank met een Crusader III, AA Mk II toren bewapend met het 20 mm Polsten dubbelkanon. Deze variant werd ingezet in Normandië.
Centaur, AA Mk II

Een verbeterde luchtdoeltank met de Crusader III, AA Mk III toren. Van beide typen tezamen zijn in totaal 95 voertuigen gebouwd.
Centaur Dozer

Dit was een Centaur omgebouwd tot bulldozer waarbij de toren verwijderd werd en een lier aangebracht. Dit voertuig was een van Hobart's Funnies. Er zijn er in totaal 250 van gemaakt, in 1945.
Centaur OP

Een Centaur omgebouwd tot artillerieobservatievoertuig met langeafstandsradioapparatuur. Een nepkanon aan de buitenkant verving het echte zodat meer ruimte beschikbaar kwam in de toren.
Centaur Kangaroo

Een klein aantal Centaurs werd omgebouwd tot pantserinfanterievoertuig.
Centaur ARV

Een Centaur omgebouwd tot Armoured Recovery Vehicle ofwel bergingstank.
Cromwell Command/Observation Post

Cromwell IV, Cromwell VI, of Cromwell VIII's omgebouwd tot commando/observatievoertuig

## Charioteer

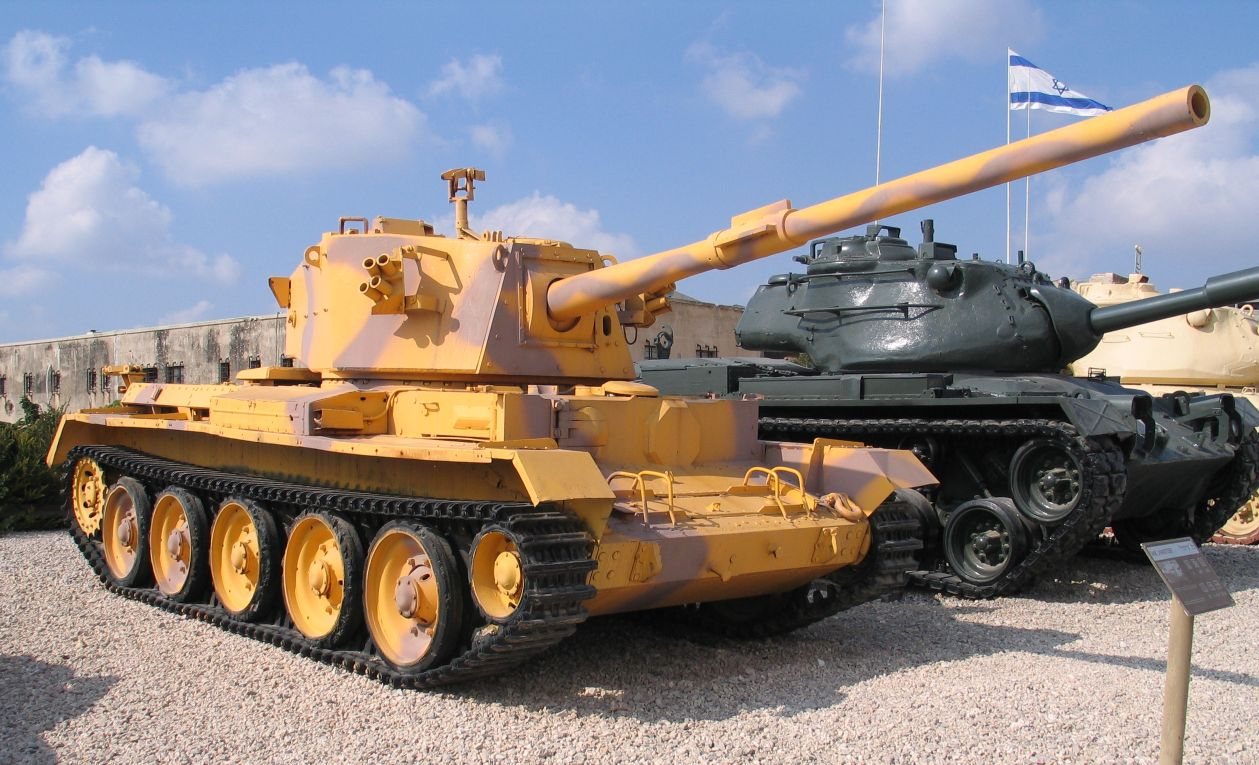
Charioteer tank destroyer door Israël in 1978 buitgemaakt op de PLO.

In de jaren '50 merkte het Britse leger dat de mobiliteit van hun middelzware Centurion ernstig tekortschoot. Men besloot bestaande Cromwells, die op zich totaal verouderd waren, om te bouwen tot een snelle tankjager. Dat de torenring eigenlijk te klein was voor een modern krachtig kanon, omzeilde men door een hoge toren te installeren. Vanaf 1954 werden zo 200 voertuigen door Robinson and Kershaw Ltd uitgerust met het 83,4 mm 20-ponderkanon, hetzelfde wat de Centurion toen bezat. Het voertuig noemde men de FV 4101 Charioteer Tank Destroyer.
Nauwelijks waren de voertuigen gereed of het leger kwam tot de conclusie dat het 83,4 mm kanon veel te zwak was tegen de Sovjet T-54. De Charioteers werden dus maar overgedaan aan de Territoriale Troepen en al vrij snel verkocht aan Oostenrijk (80) en Finland, dat zijn 38 voertuigen nog tot 1979 zou gebruiken. Jordanië had al in 1954 24 Charioteers gekregen; het zou deze later aan Libanon verkopen, waar ze in handen vielen van allerlei milities.